# Cyclisme aux Jeux européens de 2015
Navigation
Édition suivante
Le cyclisme aux Jeux européens de 2015 est représenté par trois disciplines : le cyclisme sur route, le VTT et le BMX. Les huit épreuves ont lieu au Vélopark à Bakou, en Azerbaïdjan du 13 au 28 juin 2015.

## Médaillés

### Cyclisme sur route
| Épreuve                   | Or                | Argent               | Bronze               |
| ------------------------- | ----------------- | -------------------- | -------------------- |
| Course en ligne masculine | Luis León Sánchez | Andriy Grivko        | Petr Vakoč           |
| Contre-la-montre masculin | Vasil Kiryienka   | Stef Clement         | Luis León Sánchez    |
| Course en ligne féminine  | Alena Amialiusik  | Katarzyna Niewiadoma | Anna van der Breggen |
| Contre-la-montre féminin  | Ellen van Dijk    | Hanna Solovey        | Annemiek van Vleuten |

### VTT
| Épreuve              | Or            | Argent             | Bronze            |
| -------------------- | ------------- | ------------------ | ----------------- |
| Cross-country hommes | Nino Schurter | Lukas Flückiger    | Fabian Giger      |
| Cross-country femmes | Jolanda Neff  | Kathrin Stirnemann | Maja Włoszczowska |

### BMX
| Épreuve | Or                 | Argent          | Bronze          |
| ------- | ------------------ | --------------- | --------------- |
| Hommes  | Joris Daudet       | Twan Van Gendt  | David Graf      |
| Femmes  | Simone Christensen | Magalie Pottier | Aneta Hladikova |

## Tableau des médailles
| Rang  | Nation      | Or | Argent | Bronze | Total |
| ----- | ----------- | -- | ------ | ------ | ----- |
| 1     | Suisse      | 2  | 2      | 2      | 6     |
| 2     | Biélorussie | 2  |        |        | 2     |
| 3     | Pays-Bas    | 1  | 2      | 2      | 5     |
| 4     | France      | 1  | 1      |        | 2     |
| 5     | Espagne     | 1  |        | 1      | 2     |
| 6     | Danemark    | 1  |        |        | 1     |
| 7     | Ukraine     |    | 2      |        | 2     |
| 8     | Pologne     |    | 1      | 1      | 2     |
| 9     | Tchéquie    |    |        | 2      | 2     |
| Total | Total       | 8  | 8      | 8      | 24    |